# Władysław Pietrusiak
Władysław Pietrusiak, ps. Zenek, Tadek, Marek (ur. 27 lipca 1909 w Uleńcu, zm. po 24 czerwca 1944 w Warszawie) – polski działacz komunistyczny, dowódca Okręgu Częstochowskiego Gwardii Ludowej. 

## Życiorys
Urodził się w rodzinie robotnika rolnego Jana i jego żony Natalii, od 1927 członek Komunistycznej Partii Polski. Po odbyciu służby wojskowej posiadał stopień plutonowego rezerwy, od 1932 do 1938 członek Komitetu Dzielnicowego KPP w Grójcu. Walczył w kampanii wrześniowej, od 1942 członek KD PPR, organizator komórek PPR i GL. Był zastępcą dowódcy oddziału partyzanckiego Józefa Rogulskiego „Wilka”, podczas walki z hitlerowcami pod Studzianną został ciężko ranny. Następnie był członkiem sztabu GL Okręgu Warszawa-Lewa Podmiejska, od stycznia do kwietnia 1943 dowodził oddziałami GL Dzielnicy Grójec. W marcu 1943 podczas ataku na wieś Uleniec z rąk hitlerowców zginęła jego matka, teściowa, siostra i 9 letnia córka Hanna. Od czerwca 1943 do lutego 1944 był dowódcą Okręgu Częstochowskiego, mianowany porucznikiem GL, a następnie kapitanem AL. W marcu 1944 został dowódcą Okręgu nr 3.
Aresztowany 24 czerwca 1944 został osadzony na Pawiaku i tam zamordowany przez Niemców. Jego symboliczny grób znajduje się na cmentarzu parafialnym w Worowie.

## Ordery i odznaczenia
- Order Krzyża Grunwaldu III klasy (pośmiertnie, 14 października 1947)[2]

## Upamiętnienie
Od 1973 był patronem 1 pułku rozpoznania radioelektronicznego.